# Хорей
Хоре́й, або Трохе́й (грец. choréios, від choros — хор) — в античному віршуванні — триморна двоскладова стопа з першим довгим і другим коротким складами.
В силабо-тонічній системі — двоскладова стопа, в якій ритмічний акцент припадає на перший склад, як правило, непарний (—U). Проте у хореїчному вірші наголоси спостерігаються не скрізь, що уможливлює варіювання пірихія.
На початках розвитку силабо-тонічної версифікації в європейській ліриці хорей вживався переважно в жанрі оди, звідки був витіснений ямбом. У сучасній українській поезії хорей, виникнувши на руїнах силабічного тринадцятискладника, — найпоширеніший віршовий розмір від кінця 19 ст., коли відбулася модернізація Шевченкового вірша, живленого фольклорною традицією (коломийки, шумки тощо).
Найменш вживаний хорей — одностопний:
На майдані пил спадає.
Замовкає річ…
Вечір.
Ніч (Павло Тичина).
Двостопний хорей спостерігається не часто, однак у творчості Г. Чупринки набув активного поширення:
З жалем, з болем
Понад полем

Крик розноситься чаїний,
Наче в давні
Дні безславні
Плач рабині
На чужині.
Зрідка звертаються автори і до тристопного хорею:
Піднялися крила
Сонних вітряків,
І черешню білу
Вітер розбудив.
І війнув на книги,
Розметав листи…
Серце! Ти не з криги?
Не з заліза ти? (Максим Рильський).
Чотиристопний хорей — найпоширеніший розмір у сучасній українській ліриці:
Тихо. Зорі потопають
В океані хмар і ночі,
Понад хвилі грім гуркоче,
По каютах скрізь дрімають (…) (П. Карманський).
На відміну від чотиристопного хорею, п'ятистопний спостерігається не так часто:
В сотах мозку золотом прозорим
Мед думок розтоплених лежить,
А душа вклоняється просторам
І землі за світлу радість — жить! (Олена Теліга).
Цікавий приклад шестистопного хорею:
Та замало буде тихої дороги.
Усміхнеться неня: «Ну і басурман!»
Налигаю місяць на срібляні роги,
Шкереберть на ньому полечу в туман (О. Влизько).
Семистопний хорей вживається впереміж з іншими стопами, частіше перехідного ґатунку:
Гей, віків та віків,
прокопитило карі навали,
Їхні печі впилися —
алкогольний вогонь затуха…
Вони ж десь позавчора
юних мамонтів сном годували
З свого сивого рубчикового фартуха (І. Драч).
Восьмистопний хорей, постаючи із сполуки двох віршів чотиристопного хорею в одну ритмічну одиницю, вряди-годи трапляється у віршовій практиці:
Скільки щастя, що боюся. Залоскоче, як русалка.
Шовковинками проміння перев'яже, обів'є.
Заполонить. Зацілує ніжно-ніжно, палко-палко.
Всю жагу — зоревий трунок, п'яний трунок — ізоп'є (Василь Чумак).
Хорей може вживатися й у формі вільного вірша як вільний хорей при різній кількості стоп у віршовому рядку та астрофічній будові, зберігаючи традиційне римування:

Має крилами Весна
Запашна,
Лине вся в прозорих шатах,
У серпанках і блаватах…
Сяє усміхом примар
З-поза хмар,
Попелястих, пелехатих (Микола Вороний).